# 但馬高原植物園
但馬高原植物園（たじまこうげんしょくぶつえん）は兵庫県美方郡香美町にある香美町立の植物園。

## 概要
氷ノ山後山那岐山国定公園に指定され、兵庫県観光百選の第1位にも選ばれた標高680mにある湧水の湿原・瀞川平に1997年6月15日に設立された。
自然保護をテーマとする自然植物園で、面積17haのうち10haは自然林の植生をそのまま保護し、残り7haは自然を可能な限り生かしつつ整備している。南方の植物の北限、北方の植物の南限、高山植物の低限、低地植物の高限にあたり、日量5,000tの湧水により湿原が形成されているため植生は極めて豊かであり、自生植物は2,000種類を超える。
「但馬高原植物園−瀞川平−」で、平成10年度手づくり郷土賞受賞。

## 名所・施設

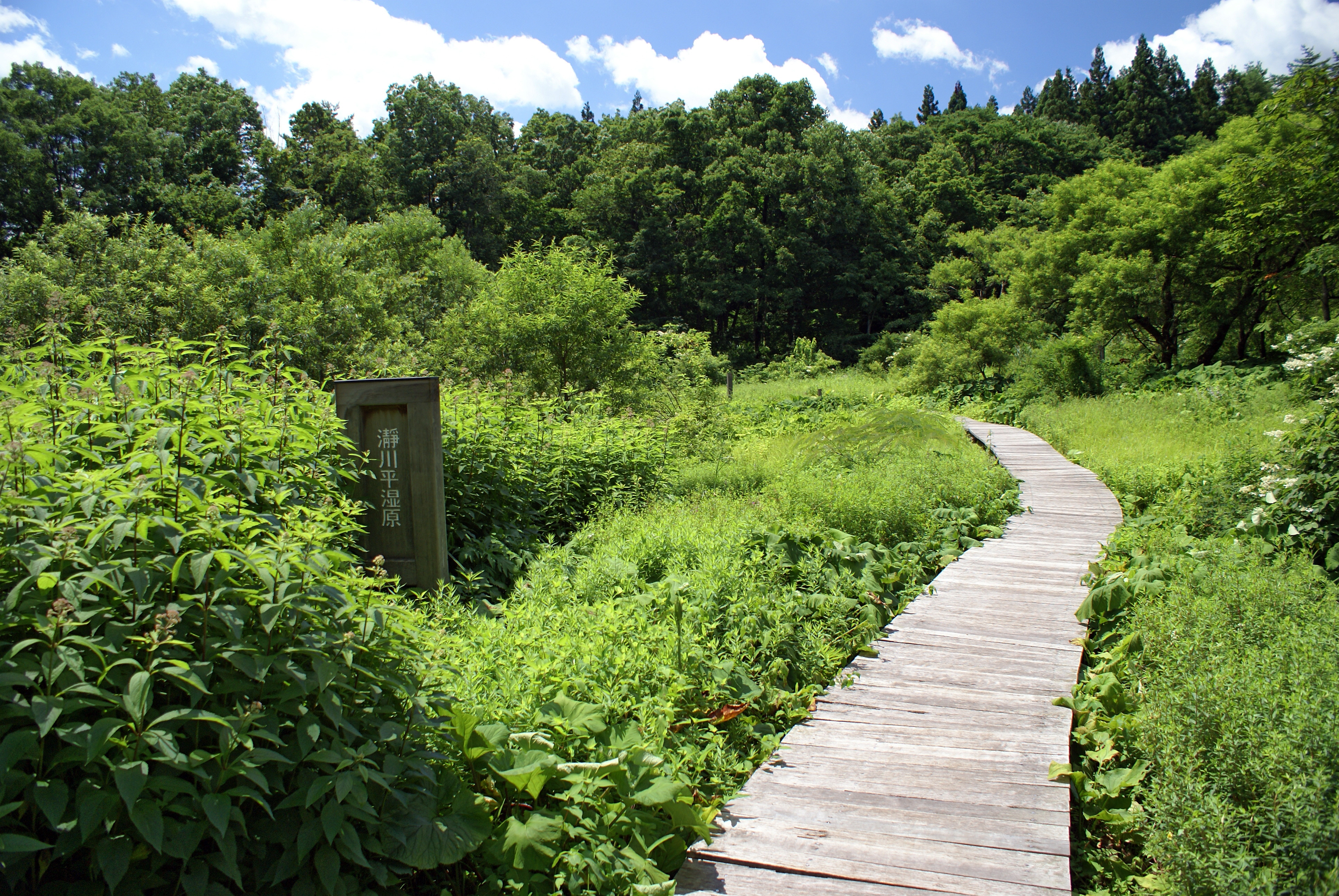
瀞川平湿原

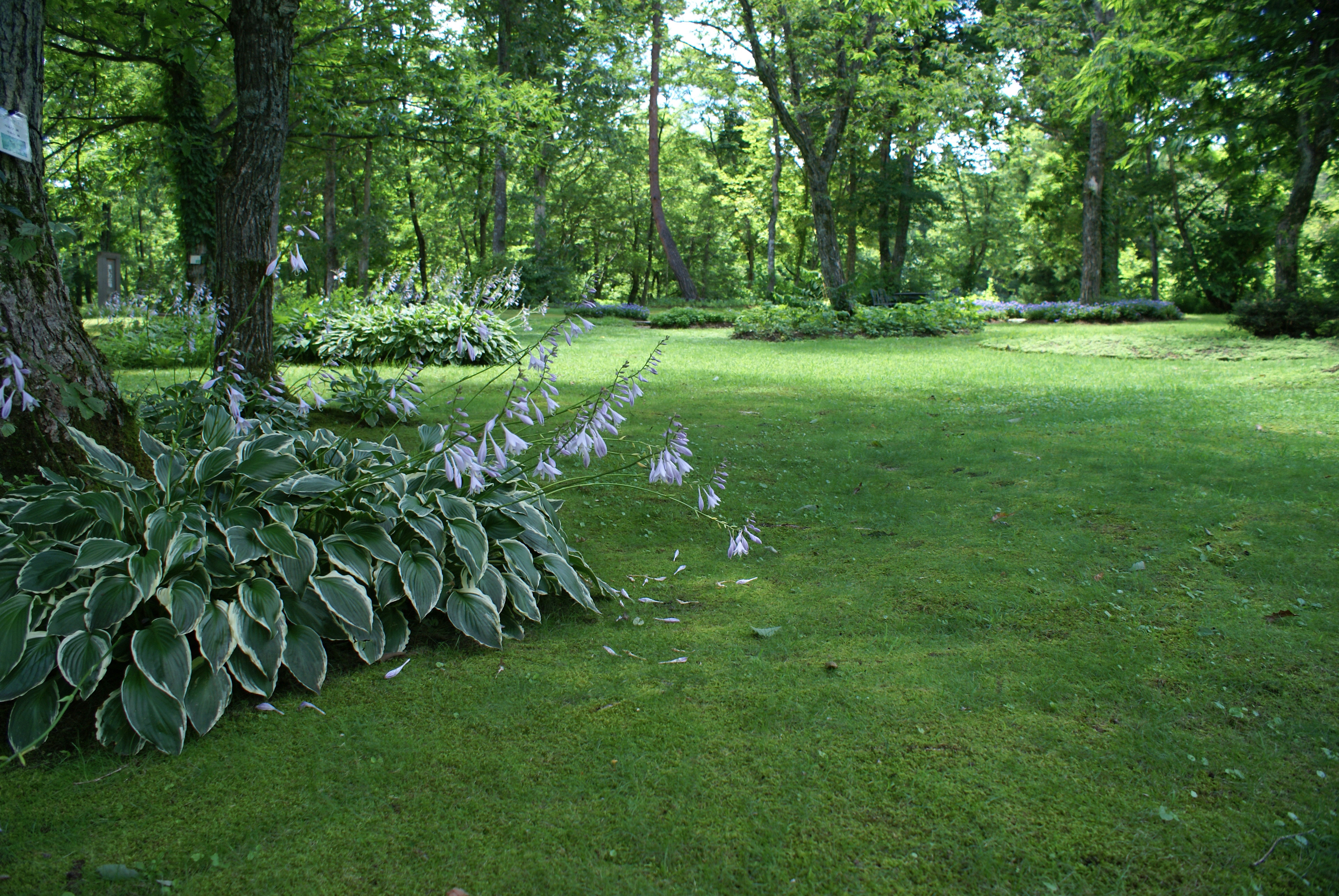
苔に覆われる「出会いの庭」

- 和池の大カツラ - 但馬高原植物園のシンボル、兵庫県指定天然記念物、樹齢1,000年以上、主幹は太さ約3mの樹叢10数本に囲まれる。
- 千年水 - 湧水の渓流。「かつらの千年水」の名称で平成の名水百選に選定
- 瀞川平湿原 - オタカラコウやミソハギが群生する。
- コニファーガーデン - 瀞川平を取り囲む峯峰を望む西洋式ナチュラルガーデン
- やわらが池
- ローンステージ - 広場にあるイベントステージ。
- テラスガーデン - テーブル・チェアセットを配し、テイクアウトの食事や園芸講座などを行う森の中のテラス
- レストラン「ヒュッテブルンネン」 - 湧水「千年水」や但馬牛はじめ地元食材にこだわって調理をするレストラン

## 植物園データ
- 標高 - 680m
- 面積 - 17ha
- アトリウム（室内庭園） - 60m2
- 修景池 - 150m2・50m2
- レストラン - 170m2/70席
- 樹木・草花の自生植物の種類 - 約2,000種
- 上記に類する植物 - 約300種

## 利用情報
- 開園期間 : 毎年4月上旬 - 11月下旬
- 休園日 : 開園期間中無休
- 入園時間
  - 植物園 : 9時 - 17時　
  - レストラン「ヒュッテブルンネン」 : ティータイム9時 - 17時、食事11時 - 15時
- 所在地 : 〒667-1347 兵庫県美方郡香美町村岡区和池709

## ギャラリー

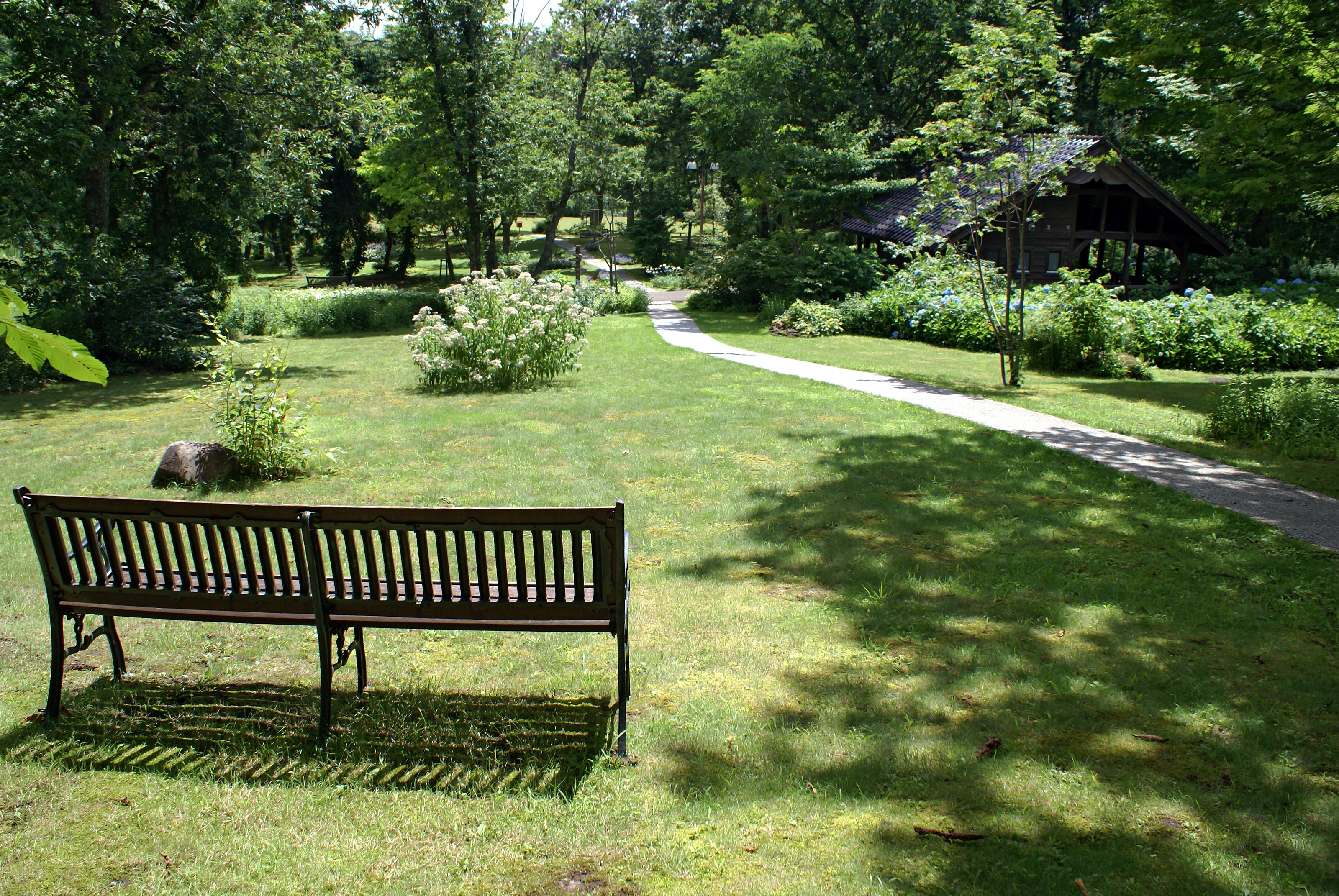
出会いの庭
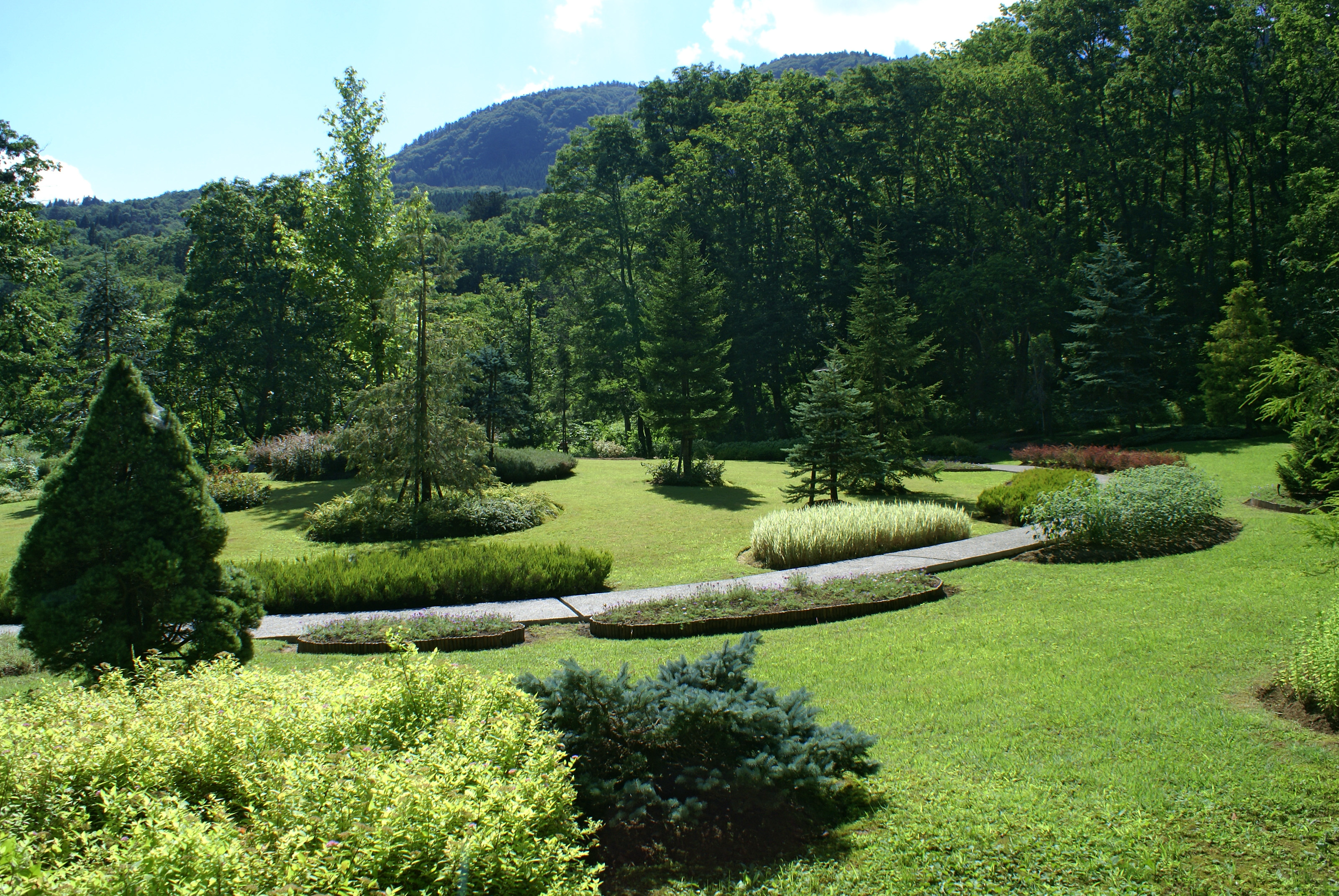
四季の庭
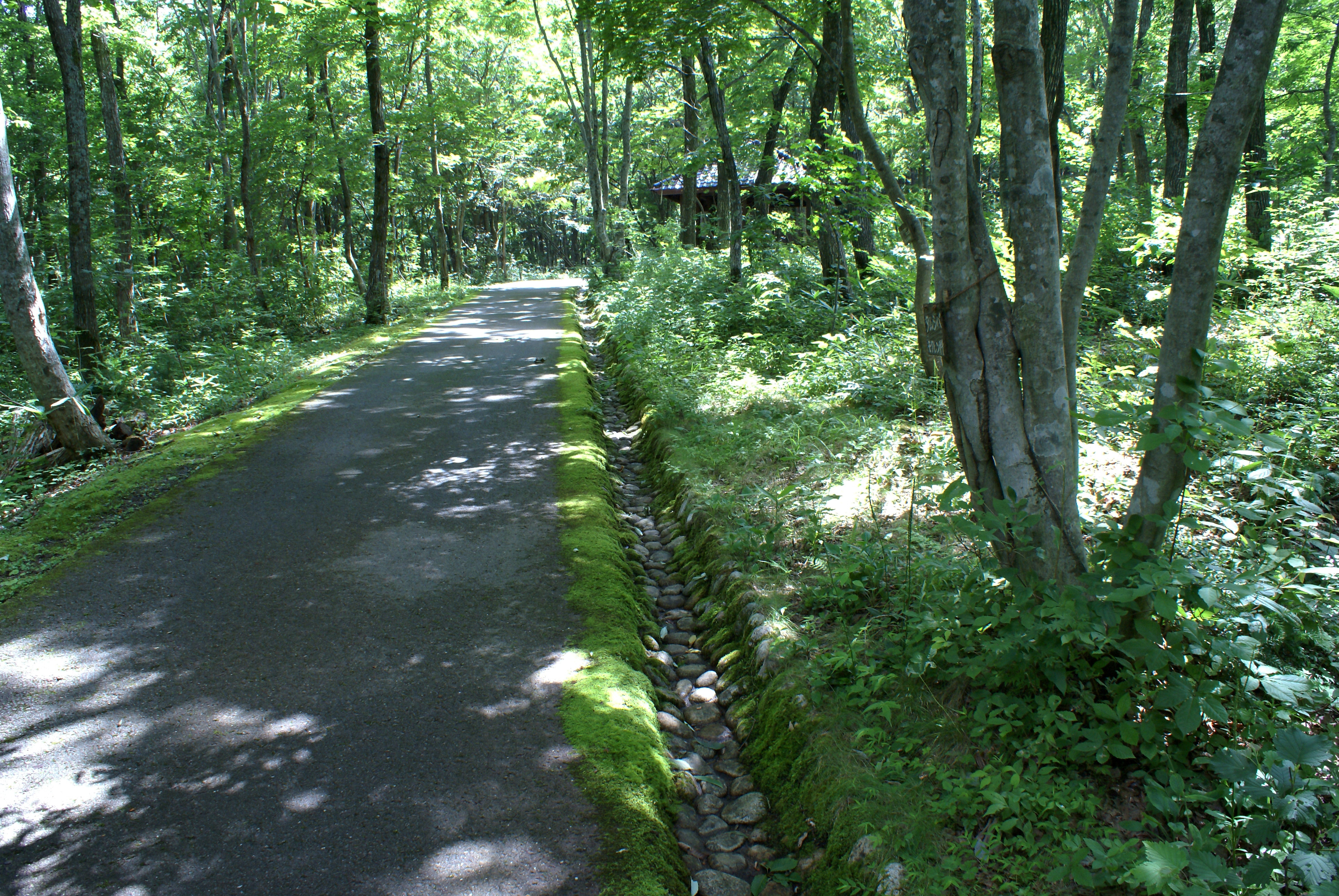
自然林
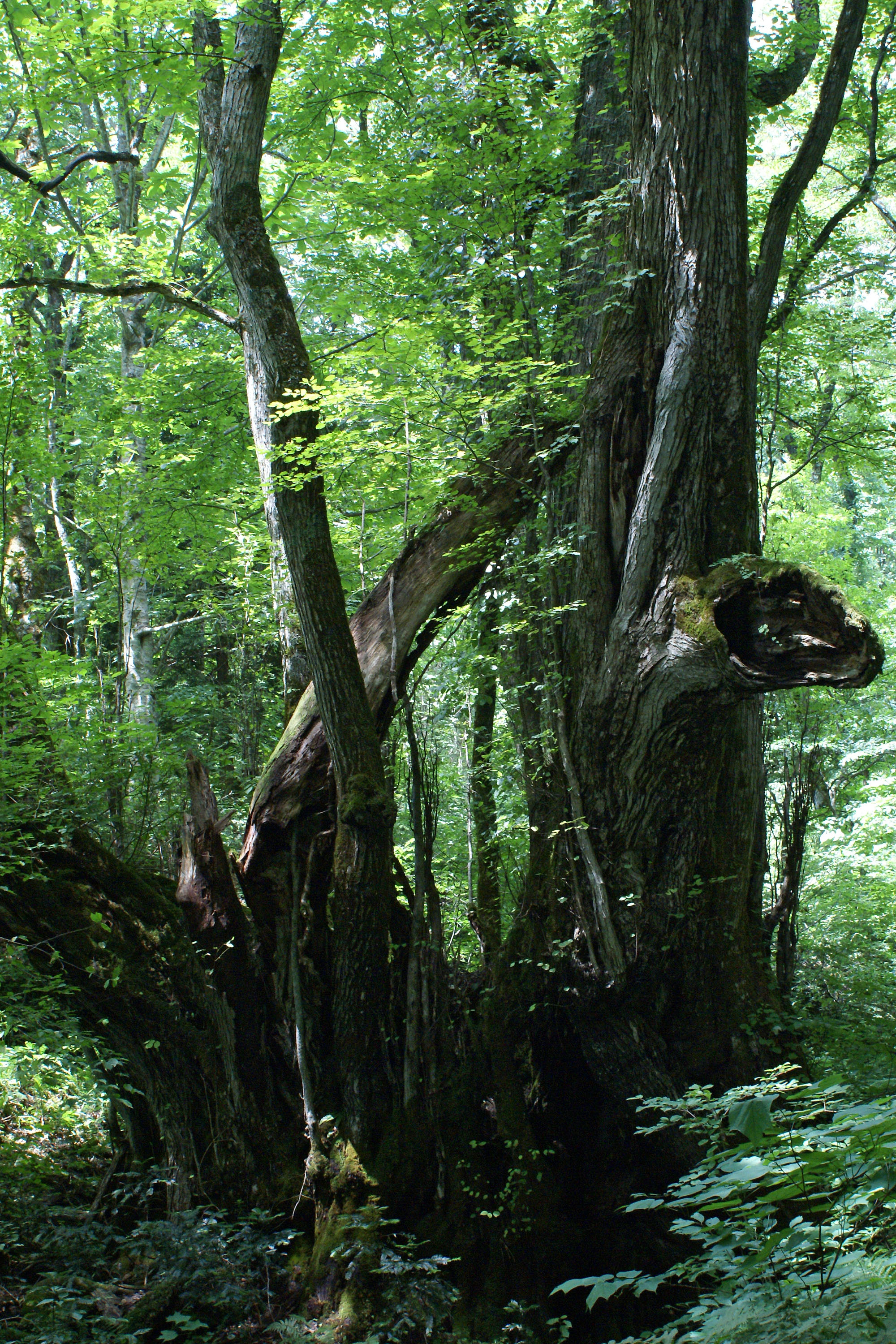
和池の大カツラ
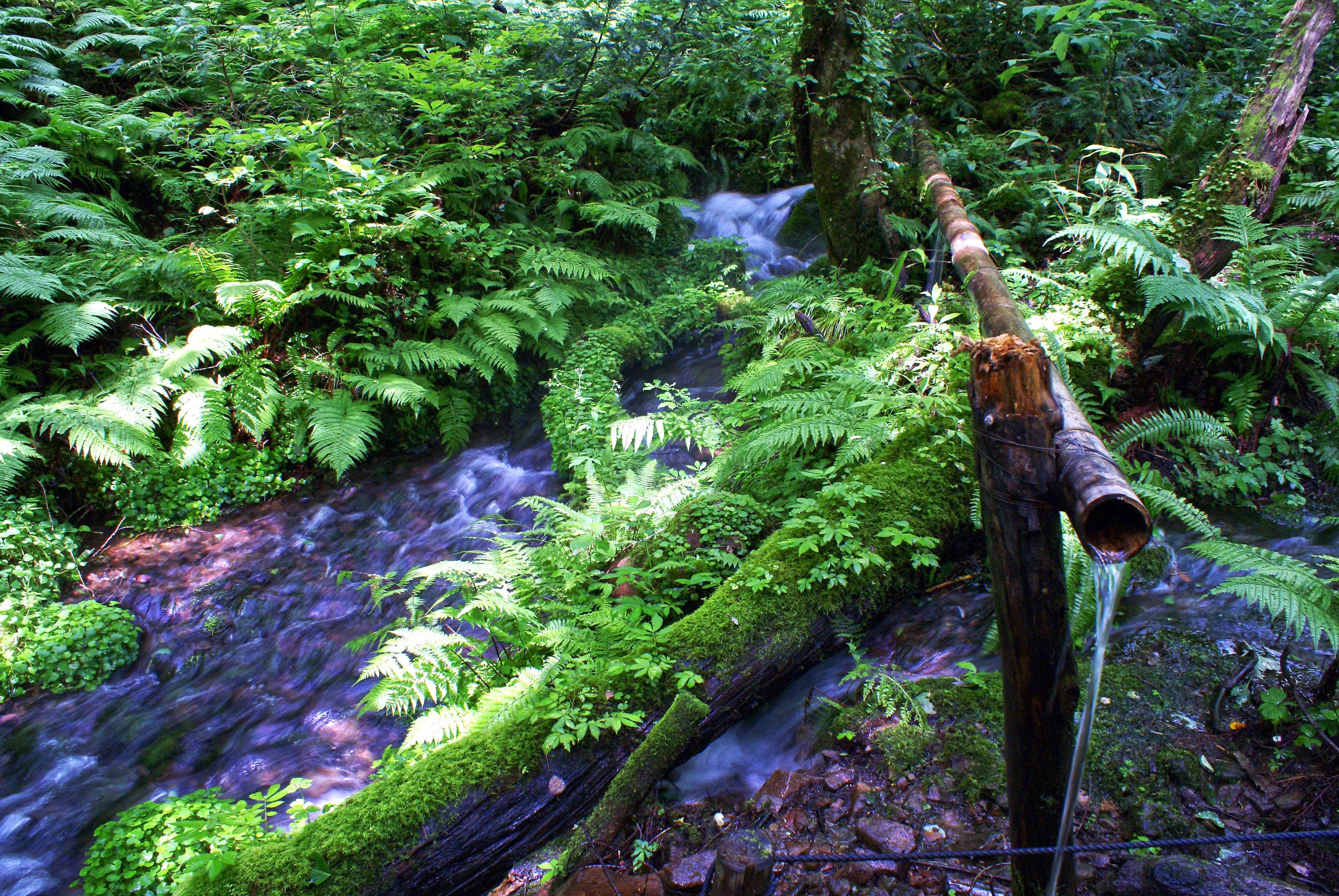
「かつらの千年水」
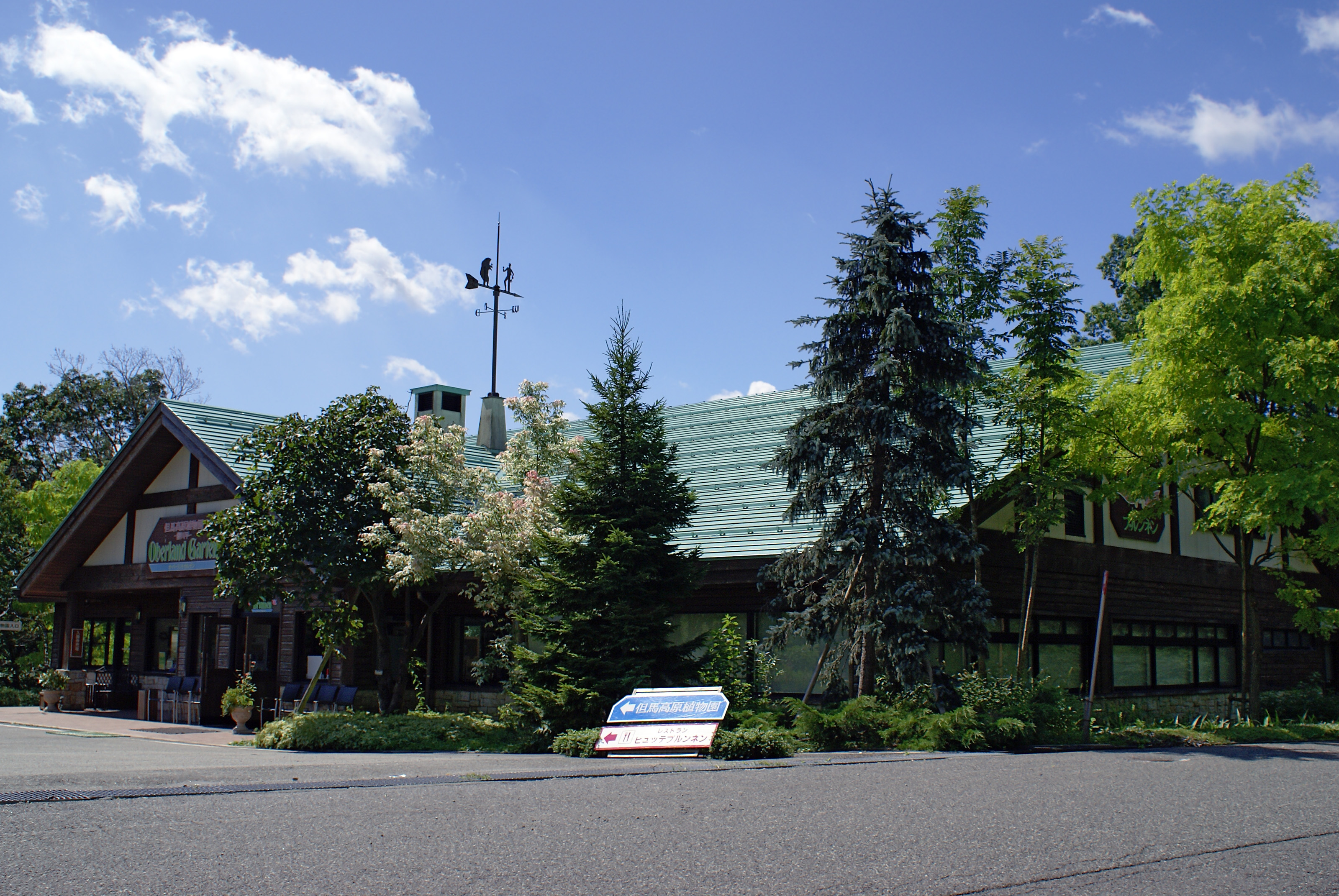
ヒュッテブルンネン

## 交通アクセス
- 大阪・神戸から全但バスの特急バス夢千代号で約3時間、「福岡ハチ北口」下車 タクシー10分
- 山陰本線（JR西日本）八鹿駅 から全但バス「村岡、秋岡、湯村温泉」方面行きで35分、「福岡ハチ北口」下車 タクシー10分
- 湯村温泉から全但バス「八鹿駅」方面行きで25分、「福岡ハチ北口」下車 タクシー10分
- 城崎温泉駅・豊岡駅から夢但馬観光バス「たじまわる」2号山コースで45～55分、「たじま高原植物園」下車（10月の土休に1日4往復運行）。「福岡ハチ北口」から利用することも出来る。

## 近隣の名所
- 瀞川山
- 瀞川平 - 兵庫県立木の殿堂、ロッジかどま
- 兎和野高原、兵庫県立兎和野高原野外教育センター
- ハチ高原、ハチ北高原